# Kostel svaté Maří Magdalény (Řečany nad Labem)
Románský kostel svaté Maří Magdalény se nalézá uprostřed severní části obce Řečany nad Labem v okrese Pardubice, při cestě k bývalému brodu přes řeku Labe. Kostel svaté Máří Magdaleny je od roku 1958 chráněn jako nemovitá kulturní památka ČR. Kostel je obklopen oválným hřbitovem vymezeným ohradní zdí.

## Historie
Kostel tribunového typu s panskou tribunou podklenutou třemi oblouky byl postaven před rokem 1165 na uměle navršeném pahorku výrazně vyvýšeném nad okolním rovinatým terénem. V oltáři kostela byla roku 1757 nalezena listina svědčící o tom, že kostel vysvětil roku 1165 pražský biskup Daniel I. za účasti krále Vladislava II. a jeho manželky Judity Durynské. 
Z původní románské stavby se zachovala románská apsida a východní část kostelní lodi v délce asi 10 metrů. 
Kolem roku 1407 byla postavena gotická sakristie, oba oltáře a osazen sanktuář datovaný do sklonku 14. století. 
Při barokní přestavbě ve druhé polovině 17. století byla zbořena západní stěna lodi a tribuna. Loď byla výrazně prodloužena k západu a možná částečně zvýšena. Během této přestavby byla rovněž postavena západní kruchta, loď byla zastropena a nad západním průčelím vztyčena dřevěná zvonová věž. Kostel byl omítnut asi až v této době. V 19. století získal kostel stávající krov. Poslední obnova vnějších omítek proběhla v roce 1987.
Fara v Řečanech nad Labem zanikla v 17. století a od té doby kostel slouží jako filiální kostel ve farnosti v Přelouči.
Od roku 2022 je majitelem kostela obec Řečany nad Labem.

## Popis
Kostel svaté Máří Magdaleny je jednolodní orientovaná stavba s půlkruhovou apsidou sklenutou konchou. Z jižní strany ke kostelní lodi přiléhá čtvercová sakristie, osvětlená dvěma úzkými okénky, zaklenutá valenou klenbou. 
Kostel je osvětlen dvěma okny v presbytáři - apsidě, třemi okny v lodi a dvěma ve štítě (okna nad sebou), všechna okna se segmentovým nadpražím. 
Střechu apsidy tvoří polovina kužele, střecha hlavní kostelní lodi je sedlová s valbou s dřevěným šalovaným štítem na západě, ze štítu vychází hranol dřevěné věže s cibulovou střechou, sakristie je kryta valbovou střechou. Střešní krytinou jsou šindele. 
Oválný hřbitov okolo kostela je ohrazen ohradní omítanou zdí s přístupovým schodištěm. Vstup na hřbitov a do kostela umožňuje ze západní strany brána s hranolovými pilíři po stranách, zakončená půlkruhovým štítem. Brána je přístupná po pískovcovém schodišti se šestnácti schody opatřenými parapetními zdmi.
Zařízení kostela je včetně oltáře barokní, z původního románského mobiliáře se dochovala pouze žulová křtitelnice.

### Galerie

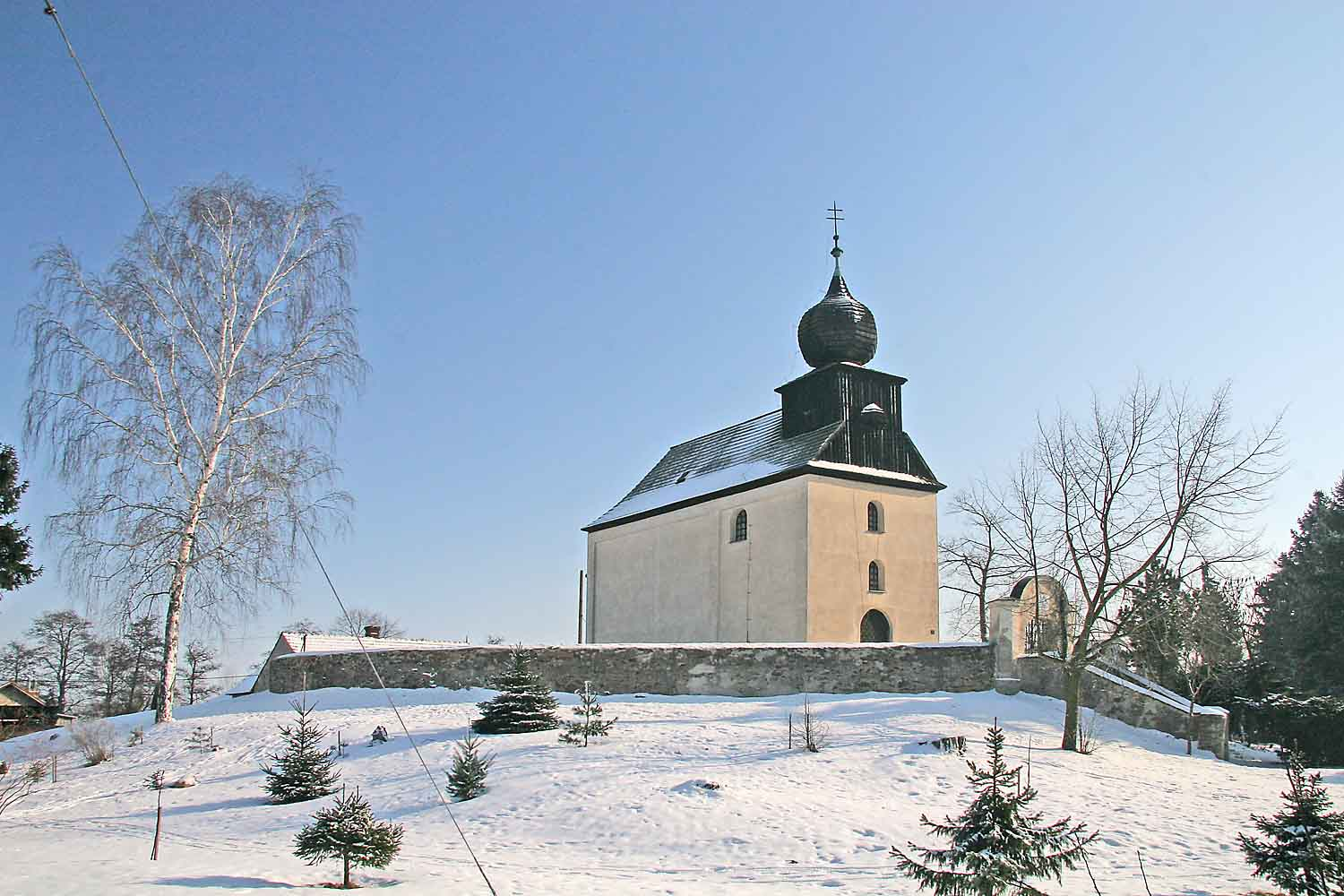
kostel svaté Máří Magdaleny v Řečanech nad Labem
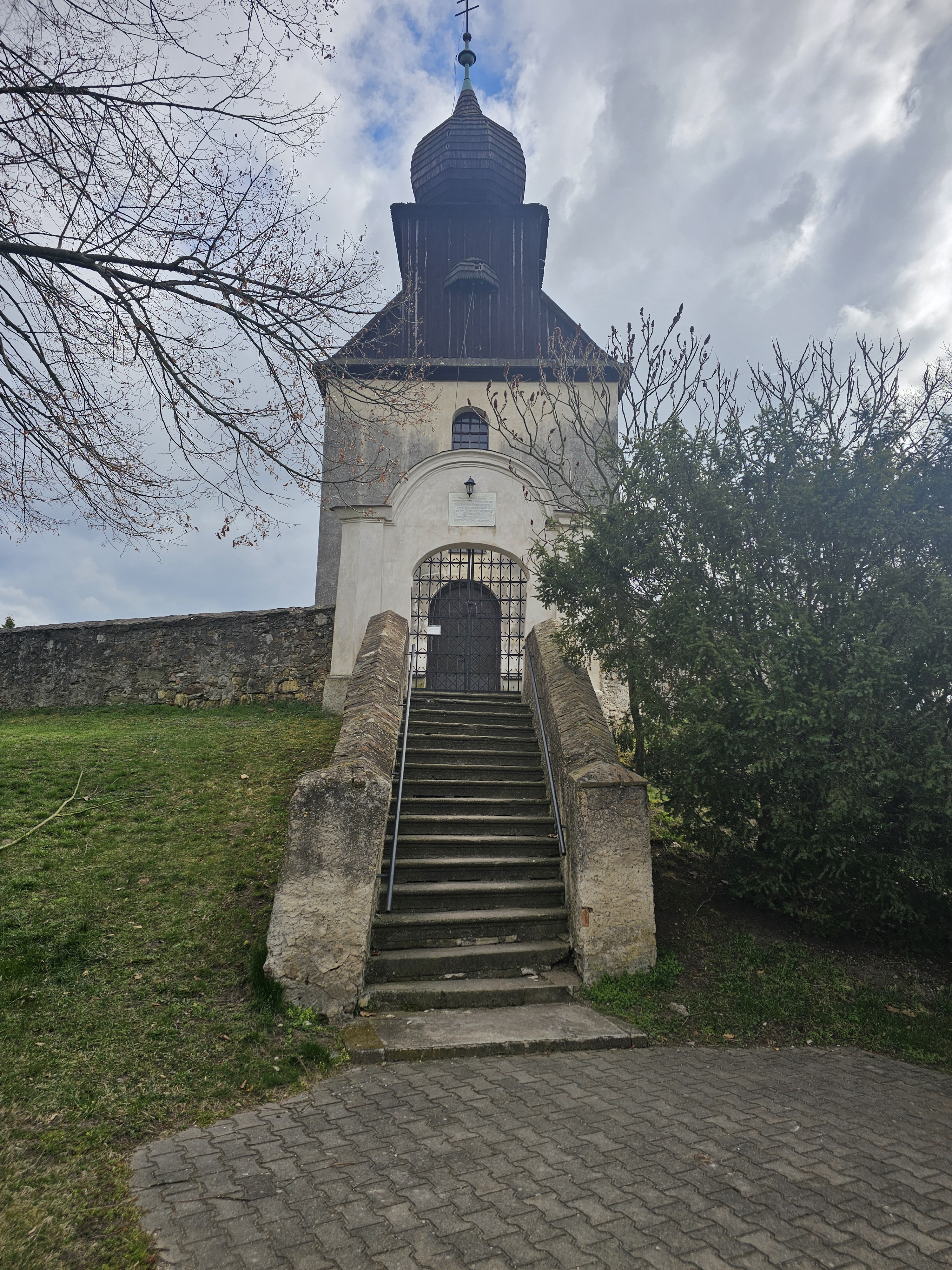
kostel svaté Máří Magdaleny v Řečanech nad Labem - vstupní brána
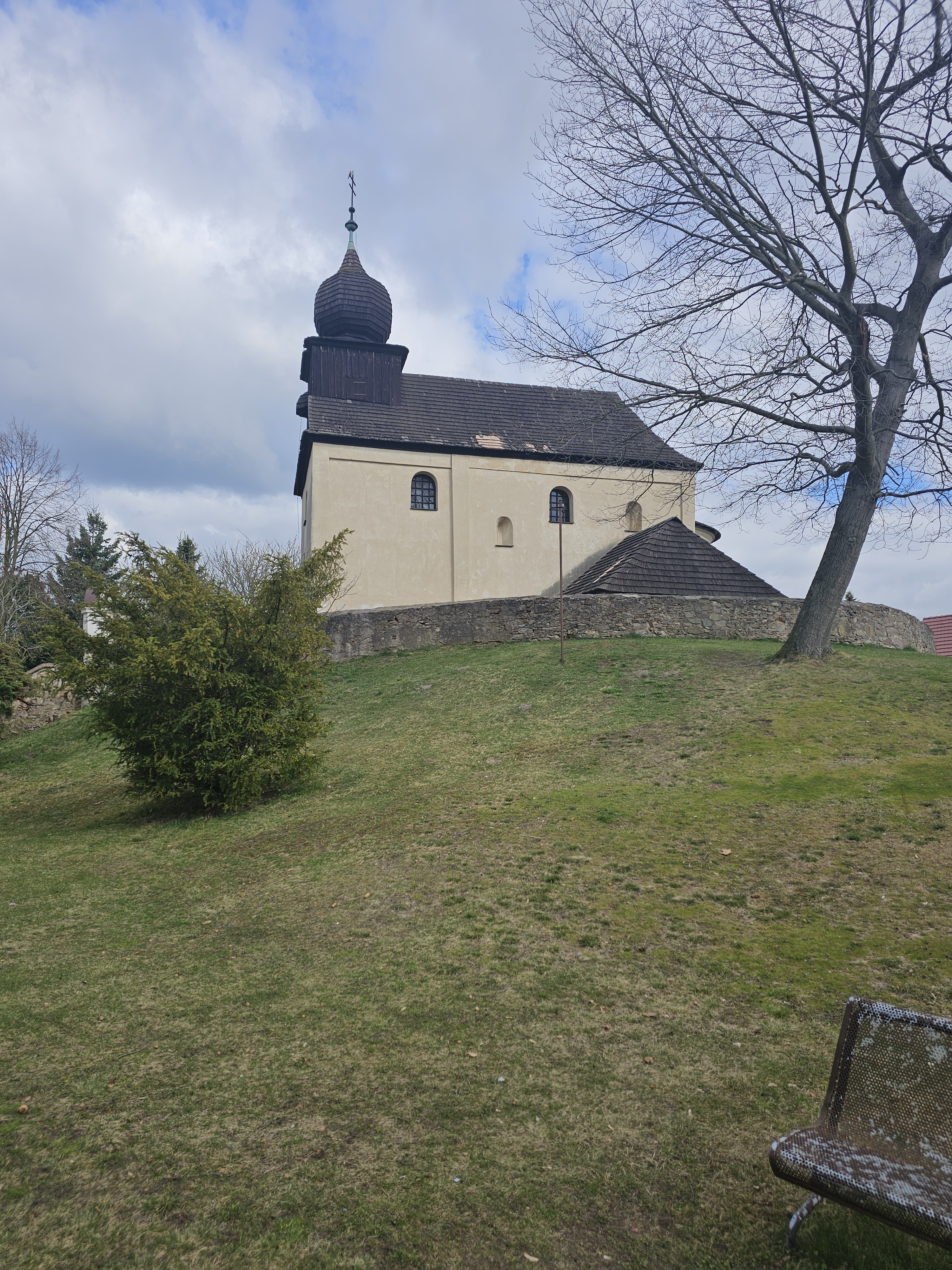
kostel svaté Máří Magdaleny v Řečanech nad Labem
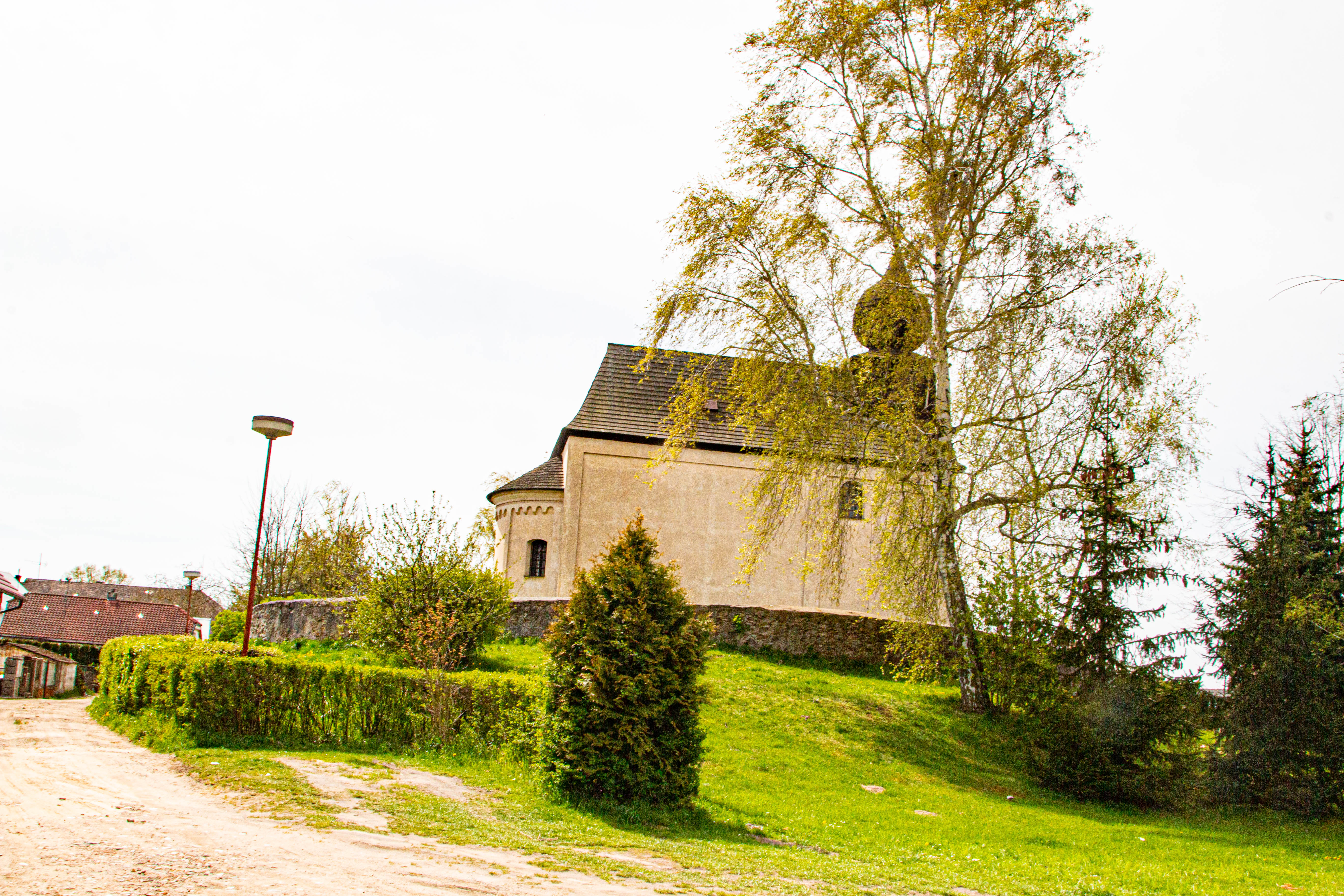
kostel svaté Máří Magdaleny v Řečanech nad Labem